# Sammy Alex Mutahi
Sammy Alex Mutahi (Kenia, 1 de junio de 1989) es un atleta keniano especializado en la prueba de 3000 m, en la que consiguió ser medallista de bronce mundial en pista cubierta en 2010.

## Carrera deportiva
En el Campeonato Mundial de Atletismo en Pista Cubierta de 2010 ganó la medalla de bronce en los 3000 metros, llegando a meta en un tiempo de 7:39.90 segundos, tras el estadounidense Bernard Lagat y el español Sergio Sánchez.